# Латченко Артур Вікторович
Арту́р Ві́кторович Ла́тченко (30 листопада 1995, с. Більськ, Котелевський район, Полтавська область, Україна — 3 квітня 2017, м. Авдіївка, Донецька область, Україна) — солдат Збройних сил України, учасник російсько-української війни.

## Біографія
Народився 1995 року в селі Більськ на Полтавщині. Закінчив 11 класів сільської загальноосвітньої школи. У 2013—2014 роках навчався в Полтавському вищому міжрегіональному професійному училищі, де здобув фах «Столяр будівельний. Верстатник виробів з деревини». В училищі був заступником старости групи. Захоплювався волейболом, мотоциклами, настільним тенісом, займав перші місця у змаганнях. Працював теслею у Сільськогосподарському ТОВ «Скіф» в селі Більськ. Мріяв розпочати разом з товаришем власний меблевий бізнес.
В листопаді 2015 року був призваний на строкову військову службу, яку проходив у 169-му навчальному центрі «Десна», а з лютого 2016 року — у харківській 164-ій радіотехнічній бригаді Повітряних Сил ЗС України на посаді кулеметника. 7 квітня 2016 року підписав контракт, і був зарахований до 766-ї окремої радіолокаційної рот (рота «Полтава») 164 РТБр, в/ч А2057, м. Полтава. Коли з роти набирали 19 чоловік на передову до 72-ї окремої механізованої бригади, зголосився їхати.
З 28 вересня 2016 року у складі 8-ї механізованої роти 3-го механізованого батальйону 72 ОМБр ніс службу в Авдіївці, з жовтня обороняв позицію «Шахта» (Шахта «Бутівка»), — вентиляційний ствол шахти «Бутівка-Донецька» («Путилівська»), що розташований між Авдіївкою та окупованим селом Спартак (не плутати з самою шахтою «Бутівка-Донецька», яка знаходиться на північній околиці міста Донецьк).
3 квітня 2017 року загинув під час бойового чергування на посту внаслідок мінометного обстрілу позиції Шахта «Бутівка», — дістав осколкове поранення у шию, від якого помер в кареті «швидкої».
Похований 5 квітня на сільському кладовищі рідного Більська.
Залишилися мати Раїса Олександрівна і сестра Вікторія.

## Нагороди та вшанування
- Указом Президента України від 22 травня 2017 року № 138/2017, за особисту мужність, виявлену у захисті державного суверенітету та територіальної цілісності України, самовіддане виконання військового обов'язку, нагороджений орденом «За мужність» III ступеня (посмертно).[8].
- Розпорядженням голови Полтавської облради від 2 березня 2018 року № 40, на визнання вагомих особистих заслуг перед Полтавщиною та Україною, за зразкове виконання військового і громадянського обов'язку, мужність і героїзм, виявлені у захисті державного суверенітету та територіальної цілісності України, занесений до Книги пошани Полтавської обласної ради[9][10].
- 3 квітня 2018 року у селі Більськ на фасаді Більської ЗОШ I—III ст. відкрили меморіальну дошку загиблому випускнику школи Артуру Латченку[11].